# Notholirion
Notholirion es un género con cuatro especies de plantas bulbosas perteneciente a la familia Liliaceae.  Es originario de Asia donde se distribuye desde el este de Irak al oeste de Irán, Afganistán y centro de Asia.

## Especies
- Notholirion bulbuliferum (Lingelsh.) Stearn, Kew Bull. 6: 421 (1951).
- Notholirion koeiei Rech.f., Dansk Bot. Ark. 15(4): 51 (1955).
- Notholirion macrophyllum (D.Don) Boiss., Fl. Orient. 5: 190 (1882).
- Notholirion thomsonianum (Royle) Stapf, Bull. Misc. Inform. Kew 1934: 95 (1934).